# گل آفتابگردان (فیلم ۱۹۷۰)
گل آفتابگردان (ایتالیایی: I girasoli) فیلمی ایتالیایی در سبک درام به کارگردانی ویتوریو دسیکا است که در سال ۱۹۷۰ منتشر شد. از بازیگران آن می‌توان به سوفیا لورن، جرمانو لونگو و مارچلو ماسترویانی اشاره کرد.

## خلاصه
«زنی که برای عشق متولد شده‌است. مردی که برای دوست داشتن او متولد شده‌است. لحظه ای بی انتها در دنیایی که دیوانه شده‌است.»
جووانا (سوفیا لورن) با دوبله ژاله کاظمی و آنتونیو (مارچلو ماسترویانی) با دوبله منوچهر اسماعیلی برای به تأخیر انداختن اعزام آنتونیو در طول جنگ جهانی دوم ازدواج می‌کنند. پس از اینکه دوازده روز شادی برای آنها خرید، آنها طرح دیگری را امتحان می‌کنند که در آن آنتونیو وانمود می‌کند که یک مرد دیوانه است. سرانجام آنتونیو به جبهه روسیه فرستاده می‌شود. وقتی جنگ تمام شد، آنتونیو برنمی‌گردد و به عنوان مفقودالاثر فهرست می‌شود. علیرغم احتمالات، جیووانا متقاعد شده‌است که عشق واقعی او از جنگ جان سالم به در برده و هنوز در اتحاد جماهیر شوروی است. او مصمم به اتحاد جماهیر شوروی می‌رود تا او را پیدا کند.

در اتحاد جماهیر شوروی، جیووانا از مزارع آفتابگردان بازدید می‌کند، جایی که ظاهراً برای هر سرباز ایتالیایی کشته شده یک گل وجود دارد، و آلمانی‌ها ایتالیایی‌ها را مجبور کردند تا گورهای دسته جمعی خود را حفر کنند. سرانجام، جیووانا آنتونیو را پیدا می‌کند، اما در حال حاضر او خانواده دومی را با زنی که زندگی او را نجات داده‌است، تشکیل داده‌است و آنها یک دختر دارند. جیووانا بدون فرزند، با وفاداری به شوهرش، به ایتالیا بازمی‌گردد، دلشکسته، اما نمی‌خواهد زندگی جدید عشقش را مختل کند. چند سال بعد، آنتونیو نزد جیووانا برمی گردد و از او می‌خواهد که با او به اتحاد جماهیر شوروی بازگردد. در همین حال، جیووانا سعی کرده به زندگی خود ادامه دهد و از خانه اول خود خارج شده و به آپارتمان خودش برود. او در یک کارخانه کار می‌کند و با مردی زندگی می‌کند که با او یک بچه پسر دارد. آنتونیو او را ملاقات می‌کند و سعی می‌کند زندگی جدید خود را توضیح دهد، چگونه جنگ یک مرد را تغییر می‌دهد، چقدر در کنار زن جدیدش پس از سال‌ها مرگ احساس امنیت می‌کرد. جیووانا که نمی‌خواهد زندگی دختر آنتونیو یا پسر جدیدش را خراب کند، از ترک ایتالیا امتناع می‌کند. همان‌طور که آنها جدا می‌شوند، آنتونیو به او خز می‌دهد، که او سال‌ها قبل قول داده بود که برای او بازگرداند. وقتی قطار آنتونیو او را برای همیشه از جیووانا و از ایتالیا دور می‌کند، عاشقان چشمانشان را قفل می‌کنند.
1. ↑  "Avco Embassy's Graziosi Blueprints Plan To Perk Majors O'seas Distrib". Variety. 10 June 1970. p. 32.